# Epeolus fulviventris
Epeolus fulviventris är en biart som beskrevs av Gottlieb Wilhelm Bischoff 1923. Epeolus fulviventris ingår i släktet filtbin, och familjen långtungebin. Inga underarter finns listade i Catalogue of Life.